# Achenkoil
Achenkoil és un poble, un pas i un temple de Kerala, a l'antiga taluka de Chenganur al principat de Travancore, que connectava el districte de Tinnevelli amb Travancore. El temple està consagrat a Shasta una de les manifestacions de Xiva.
Dona nom alternatiu al riu Kalladeva.